# Norah Al-Fayez
Norah bint Abdoullah al-Fayez (en arabe : نورة بنت عبد الله الفايز), née en 1954 à Chaqraa (en) (Arabie saoudite), est une enseignante, haute fonctionnaire et femme politique saoudienne. 
En 2009, elle devient la première femme saoudienne à être nommée à un poste ministériel, comme vice-ministre de l'Éducation.

## Vie privée
Elle est mariée et mère de trois fils et deux filles.

## Sources
- (en) Cet article est partiellement ou en totalité issu de l’article de Wikipédia en anglais intitulé « Norh Al Faiz » (voir la liste des auteurs).

1. ↑  (en) Sobhi Rakha, « New woman minister cracks Saudi glass ceiling », sur Zawya.com, 15 février 2009 : « She is married with five children, three boys and two girls. ».